# دوري كرة القدم الغربي 2002–03
دوري كرة القدم الغربي 2002–03 (بالإنجليزية: 2002–03 Western Football League)‏ هو موسم من دوري كرة القدم الغربي ‏. فاز فيه Team Bath F.C. ‏.